# Scathach
Scáthach také Sgathaich (skotskou gaelštinou Sgàthach an Eilean Sgitheanach) je legendární postava z Ulsterského cyklu keltské mytologie. Jedná se o skotskou bojovnici a učitelku bojových umění, která cvičila ulsterského hrdinu Cúchulainna.
Texty jí připisují jako vlast Skotsko. Je spojena s ostrovem Skye, kde se nachází její domov, hrad Dún Scáith nebo Dun Sgathaich (Pevnost stínů) a kde je Scáthach nazývána „Stín“. Její rivalkou a zároveň sestrou je Aífe, jejich otcem je Árd-Greimne z Lethry.